# Goniocera schistacea
Goniocera schistacea är en tvåvingeart som beskrevs av Brauer och Julius Edler von Bergenstamm 1891. Goniocera schistacea ingår i släktet Goniocera och familjen parasitflugor. Arten är reproducerande i Sverige. Inga underarter finns listade i Catalogue of Life.